# 放射年代測定
放射年代測定（ほうしゃねんだいそくてい、英: radiometric dating）とは、原子核崩壊による核種変化、または放射線による損傷を利用して、岩石や化石の年代（形成以降の経過年数）を測定することである。
昔は測定された年代を絶対年代と言っていたこともあったが、現在は放射年代と言う。これは、年代測定の方法や試料の性質によって測定された年代の意味が異なるためである。その解釈は慎重に行う必要がある。

## 概要
放射年代測定は2種類の方法に大分される。特定の放射性核種の崩壊を利用する方法と、自然放射線による固体物質内の損傷を利用する方法である。

### 特定の放射性核種の崩壊を利用する方法
- カリウム - アルゴン法[1]
- アルゴン - アルゴン法[2]
- ウラン - 鉛法 (U-Pb)
- ルビジウム - ストロンチウム法 (Rb-Sr)
- ヘリウム-ヘリウム法 (He-He)
- ヨウ素-キセノン法 (I-Xe)
- ランタン-バリウム法 (La-Ba)
- 鉛-鉛法 (Pb-Pb)
- ルテチウム-ハフニウム法 (Lu-Hf)
- ネオン-ネオン法 (Ne-Ne)
- レニウム-オスミニウム法 (Re-Os)
- サマリウム-ネオジム法 (Sm-Nd)
- ウラン-鉛-ヘリウム法 (U-Pb-He)
- ウラン-トリウム法 (U-Th)
- ウラン-ウラン法 (U-U)
- ヨウ素129法 - ウランの放射壊変や宇宙線等、自然から供給される半減期1,570万年であるヨウ素129とヨウ素127の存在度比を利用する。
- 炭素14法（放射性炭素年代測定） - 半減期約5,730年の炭素14を使用する。地層の中から産出した貝殻、埋れ木、木炭、泥炭などの有機物を対象として測定され、年代の特定には他の手法を併用した総合的な分析が行われる。±50年くらいの精度である。

上記の方法では、対象とする核種が移動しなくなった時点が年代の出発点となる。たとえば、炭素14法では、生物が死んで外界と物質交換を行わなくなった時点である。それ以外の多くの方法では、鉱物が結晶化した時点である。ただし、火成岩・変成岩がゆっくり冷えた場合などは、結晶化後も拡散等による元素移動があるので、ある程度冷却が進んだ時点に相当する。ある温度で元素移動がなくなったとみなすことができる場合、その温度を閉鎖温度という。
一般に、N0 : 出発時点での放射性元素の個数、N : 出発時点から時間 t 後の核の残数、T : 半減期 としたとき、
{\displaystyle N=N_{0}\left({\frac {1}{2}}\right)^{t/T}}

### 自然放射線による固体物質内の損傷を利用する方法
- フィッショントラック法（FT法）
- 熱ルミネッセンス法（TL法）
- 電子スピン共鳴法（ESR法）

放射線による損傷は、熱によって回復することが知られている。したがって、これらの方法における年代の出発点は、特定の温度（リセット温度という）よりも冷えた時点、または固体化・結晶化した時点となる。

## 比較
| 年代測定法                    | 測定する核種                      | 半減期                            | 適用可能な年代                      | 測定試料                                                                                               | 備考                                                                    |
| ----------------------------- | --------------------------------- | --------------------------------- | ----------------------------------- | --- | ----------------------------------------------------------------------- |
| 熱ルミネセンス法              | -                                 |                                   | 数十万年以下                        | 土器、焼石などの考古学試料、火山灰などの火山噴出物、深海性堆積物など                                   | 格子欠陥をもつ結晶の加熱発光を利用する年代測定法                        |
| 電子スピン共鳴吸収（ESR）法   | -                                 |                                   | 107〜106年                          | 骨などのリン酸塩試料、鍾乳石、貝殻などの炭酸塩試料、火山岩、火山灰などの火山噴出物、断層の粘土鉱物など | 格子欠陥をもつ結晶のESR（電子スピン共鳴）信号を利用                     |
| フィッショントラック法        | 238U                              | 0.82〜1.01×1016年                 | 108〜104年                          | 火山ガラス、黒曜石などのガラス質物質、ジルコン、雲母、燐灰石、スフェーンなどの鉱物                     | 238Uの自発破砕反応の際に生じる飛跡を利用                                |
| ルビジウム - ストロンチウム法 | 87Rb-87Sr                         | 4.88×1010年                       | 1012〜108年                         | 火成岩、変成岩、隕石、月の岩石など                                                                     |                                                                         |
| カリウム - アルゴン法         | 40K-40Ar                          | 1.25×109年                        | 109〜105年                          | 火山岩、黒曜石、テクタイト、隕石など                                                                   |                                                                         |
| アルゴン - アルゴン法         | 40Ar-39Ar                         |                                   |                                     | | K-Ar法の補完的役割。試料に中性子照射して生成する39Arを40Kの代わりに測定 |
| ランタン-セリウム法           | 138La-138Ce                       | 3.1×1011年                        | 109〜108年                          | 火成岩、変成岩                                                                                         |                                                                         |
| ランタン-バリウム法           | 138La-138Ba                       | 1.6×1011年                        | 109〜108年                          | 褐簾石、モナザイト、緑簾石など                                                                         |                                                                         |
| ルテチウム-ハフニウム法       | 176Lu-176Hf                       | 3.57×1010年                       | 109年                               | 火成岩、変成岩、隕石、月の岩石など                                                                     |                                                                         |
| ウラン-トリウム-鉛法          | 238U-206Pb 235U-207Pb 232Th-208Pb | 4.47×109年 7.04×108年 1.40×1010年 | 1011〜107年 1011〜107年 1011〜107年 | 火成岩、石灰岩などの堆積岩、方鉛鉱、瀝青ウラン鉱、隕石、月の岩石など                                   |                                                                         |
| 鉛-鉛法                       | 207Pb-206Pb                       | 109〜5×108年                      |                                     | 207Pbと206Pbの存在比で決定                                                                             |                                                                         |
| サマリウム-ネオジム法         | 147Sm-143Nd                       | 1.06×1011年                       | 109〜108年                          | 火成岩（超塩基性岩、塩基性岩）、変成岩、鉱床生成物、隕石、月の岩石など                                 |                                                                         |
| ヨウ素-キセノン法             | 129Ⅰ-129Xe                        | 1.6×107年                         | 10〜109年                           | 隕石                                                                                                   | 隕石の生成年代の決定に利用                                              |
| 炭素14法                      | 14C                               | 5.73×103年                        | 数万年以下                          | 生物の遺骸、文化財、地下水・海水などに溶存する有機物など                                               |                                                                         |
| ベリリウム10法                | 10Be                              | 1.6×106年                         | 106〜103年                          | 堆積物の堆積年代、アルミニウムやベリリウムの含有量の少ない岩石や鉱物など                               |                                                                         |
| トリチウム法                  | 3H                                | 12.33年                           | 数十年以下                          | 地下水など                                                                                             |                                                                         |
| プロトアクチニウム-トリウム法 | 231Paと230Th                      | 3.25×104年                        | 106〜104年                          | 海底堆積物                                                                                             |                                                                         |
| ウラン-ウラン法               | 234U                              | 2.47×105年                        | 106〜104年                          | 海底堆積物、サンゴ、雪、地下水など                                                                     |                                                                         |
| 鉛210法                       | 210Pb                             | 22.3年                            | 数百年以下                          | 雪氷                                                                                                   |                                                                         |
| ヨウ素129法                   | 129Iと127I                        | 1.57×107年                        |                                     | | ヨウ素129とヨウ素127の存在度比を利用                                    |